# Кханран
Кханра́н (вьет. khăn rằn) — элемент одежды, произошедший от кхмерской крамы и распространённый в Дельте Меконга во Вьетнаме. В переводе с вьетнамского «khăn» означает «платок», а «rằn» — «полосатый».
Во время Вьетнамской войны кханран использовался бойцами Вьетконга в качестве элемента униформы.